# Hammond (Luizjana)
Hammond – miasto w Stanach Zjednoczonych, w stanie Luizjana, w parafii Tangipahoa.